# Nathaniel Atkinson
Nathaniel Caleb Atkinson (* 13. Juni 1999 in Launceston, Tasmanien) ist ein australischer Fußballspieler, der beim Melbourne City FC in der A-League Men unter Vertrag steht. Er war Teil des Olympiakaders der Olyroos bei den Olympischen Spielen 2020 in Tokio.

## Karriere

### Verein
Nathaniel Atkinson wurde in Launceston im Nordosten der zu Australien gehörenden Insel Tasmanien geboren. Seine Karriere begann er beim lokalen Verein Riverside Olympic. Später wechselte er in das von der Football Federation Tasmania betriebene Nachwuchsprogramm. Im Jahr 2016 wechselte Atkinson nach einem erfolgreichen Probetraining in die Jugendakademie des Melbourne City FC. Er spielte von 2016 bis 2017 für den Nachwuchs von Melbourne in der Victorian Premier League. Gegen Ende der Saison 2016/17 begann Atkinson bereits mit der ersten Mannschaft von Melbourne zu trainieren.
Zu Beginn der Saison 2017/18 erhielt Atkinson einen Platz in der Profimannschaft. Am 1. August 2017 gab er sein Pflichtspieldebüt für die erste Mannschaft in der ersten Hauptrunde des australischen Pokals gegen den Drittligisten Peninsula Power. Im Dezember 2017 gab Atkinson aufgrund einer Sperre von Manny Muscat, dem regulären Rechtsverteidiger von Melbourne City, sein A-League-Debüt für den Verein gegen die Central Coast Mariners. Nach weiteren Ligaeinsätzen und einem vielversprechenden Start seiner Profikarriere unterzeichnete Atkinson im Januar 2018 eine Vertragsverlängerung in Melbourne bis 2020.
Im Pokalfinale 2019 unterlag Atkinson mit seiner Mannschaft gegen Adelaide United. Ein Jahr später verlor Melbourne das Endspiel um die australische Meisterschaft gegen den Sydney FC. Nachdem Atkinson einen neuen Vertrag erhalten hatte, gewann er 2021 mit Melbourne den Meistertitel. Im Endspiel revanchierte man sich gegen Sydney durch einen 3:1-Sieg. Atkinson gelang dabei der zwischenzeitliche 1:1-Ausgleich. Er wurde zudem mit der Joe Marston Medal als herausragender Spieler des australischen Fußball-Meisterschaftsfinals geehrt.
Am 24. Dezember 2021 unterschrieb der 22-jährige Atkinson einen Vertrag bis Sommer 2025 beim schottischen Erstligisten Heart of Midlothian, nachdem sich dieser mit Melbourne auf eine Ablösesumme geeinigt hatte. Sein Debüt bei den „Hearts“ gab er am 1. Februar 2022 im Edinburgh Derby gegen Hibernian.

### Nationalmannschaft
Nathaniel Atkinson nahm im Jahr 2018 mit der Australischen U20-Nationalmannschaft an der Asienmeisterschaft in Indonesien teil. Mit der Mannschaft erreichte er das Viertelfinale, in dem man gegen den späteren Sieger des Turniers Saudi-Arabien verlor.
Im Jahr 2021 nahm Atkinson mit der U23-Mannschaft am Fußballturnier der Olympischen Spiele in Tokio teil. Dabei kam er zweimal in der Vorrunde zum Einsatz, als er gegen Argentinien und Spanien jeweils über 90 Spielminuten auf dem Platz stand.
Im März 2022 wurde Atkinson erstmals in den Kader der A-Nationalmannschaft von Australien für die anstehenden WM-Qualifikationsländerspiele gegen Japan und Saudi-Arabien berufen. Sein Debüt gab er am 29. März 2022 in Dschidda gegen Saudi-Arabien. Atkinson begann das Spiel auf der Position des rechten Außenverteidigers und spielte die vollen 90 Minuten. Er war der erste Fußballer aus Tasmanien, der seit Dominic Longo 1998 für die australische Nationalmannschaft spielte.